# 霜田あゆ美
霜田 あゆ美（しもだ あゆみ、1967年 - ）は、日本のイラストレーター、漫画家。

## 来歴
神奈川県横浜市出身。短大英文科を卒業後、画材店に勤務。
その後、パレットクラブスクールを卒業し、2000年にイラストレーターとして独立。2009年頃からブログ上に漫画の練習をアップし、それをまとめた著書「おそ咲きの花子さん」を2011年に出した。イラストにとどまらず、貼り絵、切り絵、刺繍、版画などにも取り組んでいる。
堀本裕樹主宰の俳句会「蒼海」の会員で、俳句関連書籍の挿絵を多く手がけている。

## 作品

### 挿絵
- 「ジュニア版 図書館ねこデューイ 町をしあわせにした、はたらくねこの物語」 ヴィッキー・マイロン （角川つばさ文庫）
- 「犬と私の10の約束」 サイトウアカリ （角川つばさ文庫）
- 「てあらいがとまらないアライグマ：強迫性障害」 宮田雄吾 （情報センター出版局）
- 「6歳から親子ではじめる書道教室」 松川昌弘 （芸術新聞社）[5]
- 「霜田あゆ美の今日はどんな日？」（『読売新聞』 水曜夕刊 popstyle 週1回・一コマ、2019年4月3日 - ）[6][7]

### カバーイラスト
- 「俳句、はじめました」 岸本葉子 （角川学芸出版）
- 「頭の中身が漏れ出る日々」 北大路公子 （毎日新聞社）
- 「ネコの目で見守る子育て」 太田あや （小学館）
- 「虹色ドロップ」 夏石鈴子 （ポプラ社）
- 「今日もやっぱり処女でした」 夏石鈴子 （角川学芸出版）
- 「きのうと同じに見えるけど」 夏石鈴子 （角川学芸出版）
- 「船に乗れ!」 藤谷治 （ポプラ社）
- 「小説の書きかた」 須藤靖貴 （講談社）[8]
- 「おばあさん」獅子文六（朝日文庫）
- 『父・宮脇俊三への旅』宮脇灯子（グラフ社）[9]
- 『囲碁入門ドリル１＆２』日本棋院監修（幻冬舎）
- 『心とくらしが整う 禅の教え』吉村昇洋（オレンジページ）
- 『聞き出す力』近藤勝重（幻冬舎）
- 『ごはん作りの絶望に寄り添うレシピ やる気0%からの料理術』本多理恵子（エムディエヌコーポレーション）
- 『老いの玉手箱』樋口恵子（中央公論新社）

### 漫画
- 「本の時間ですよ！」 （毎日新聞社 『本の時間』、2010年5月号 - [10]）
- 「水よう日の花子さん」 [14]（『読売新聞』 水曜夕刊 popstyle 週1回・五コマ漫画、2012年5月2日[15] - 2019年3月27日 最終回（第344回）「長いおやすみ」で休載[6][16][17]）

### 著書
- 「おそ咲きの花子さん」 （風濤社、2011年）[18]
- 「はじめての うらしまたろう」 （教育画劇、2015年）
- 「はじめての つるのおんがえし」 （教育画劇、2016年）

### その他
- A.P.J. アーティストダイアリー